# Thomas Ashton, 4. Baron Ashton of Hyde

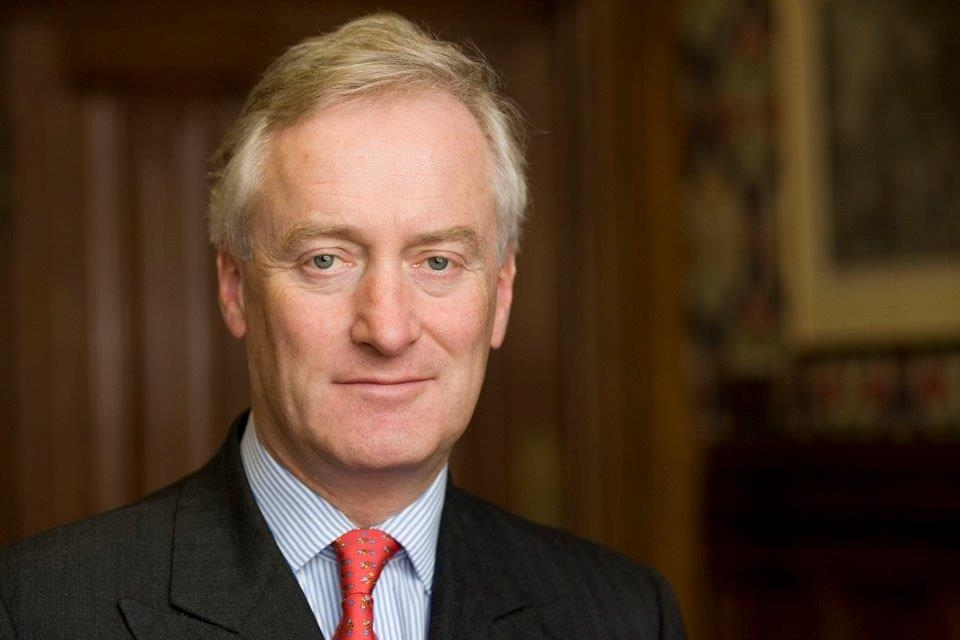
Thomas Ashton, 4. Baron Ashton of Hyde

Thomas Henry Ashton, 4. Baron Ashton of Hyde (* 18. Juli 1958) ist ein britischer Politiker der Conservative Party, Peer und Geschäftsmann.

## Leben und Karriere
Thomas Ashton, der üblicherweise seinen zweiten Vornamen Henry benutzt, ist das  älteste der vier Kinder (zwei Söhne und zwei Töchter) von Thomas John Ashton, 3. Baron Ashton of Hyde und Pauline Trewlove Brackenbury. Er besuchte das Eton College und das Trinity College, Oxford. Anschließend diente er in der Royal Wessex Yeomanry. Dort bekleidete er zuletzt den Rang eines Leutnants. 1999 lebte er in der Broadwell Hill, Noreton-in-Marsh in Gloucestershire.
Seit 2005 ist er Chief Executive Officer der Faraday Underwriting Ltd und der Faraday Reinsurance Co. Ltd. Außerdem ist er Vorsitzender (Chairman) von Heythrop Hunt Kennels Limited, sowie Mitglied des Treuhandrates der Mitsubishi UFJ Trust, der Oxford Foundation, der Lloyd's Patriotic Fund (eine eingetragenen Wohltätigkeitsorganisation), der Heythrop Hunt Charitable Trust und der Ashton Charitable Trust. Er gehört dem Vorstand (Council) von Lloyd’s of London, wo er Faraday Capital Limited repräsentiert, und dem Beirat (Advisory Council) der Century Capital LLP an.
Er erbte den Titel seines Vaters als Baron Ashton of Hyde nach dessen Tod am 2. August 2008.

## Mitgliedschaft im House of Lords
Im Juli 2011 wurde er in einer Nachwahl infolge des Todes von Michael Onslow, 7. Earl of Onslow zum Mitglied des House of Lords gewählt. Dabei setzte er sich unter anderem gegenüber Geoffrey Robert James Borwick,
John Ailwyn Fellowes, 4. Baron de Ramsey, Conroy Ryder, 8. Earl of Harrowby und Alexander Macmillan, 2. Earl of Stockton durch. Am 5. September 2011 erfolgte seine offizielle Einführung. Als Abgeordneter der Conservative Party hat er schon mehrfach nicht im Sinne seiner Partei abgestimmt.

## Familie
Ashton heiratete am 31. Oktober 1987 Emma Louise Allinson, Tochter von Colin Allinson, und hat mit ihr vier Töchter. Ashton und seine Frau sind Eigentümer eines landwirtschaftlichen Betriebs und von Ferienwohnungen.
Der mutmaßliche Titelerbe (Heir Presumptive) ist Ashtons jüngerer Bruder, Hon. John Edward Ashton (* 1966).